# Закон України «Про всеукраїнський референдум» (2021)
Закон України «Про всеукраїнський референдум» визначає правові засади здійснення народного волевиявлення через всеукраїнський референдум, його організацію та порядок проведення.

## Прийняття Закону
Всеукраїнський референдум є одним із головних інститутів прямої демократії та безпосереднього волевиявлення громадян із найважливіших питань загальнодержавного значення. Наочно це було продемонстровано у 1991 році, коли на всеукраїнському референдумі Український народ підтвердив Акт проголошення незалежності України.
На той час діяв Закон України «Про всеукраїнський та місцеві референдуми» від 3 липня 1991 року. Водночас із прийняттям Конституції України у 1996 році низка його положень вже не узгоджувалася з нормами Основного Закону. Саме тому, на думку розробників законопроєкту, результати всеукраїнського референдуму 2000 року не були імплементовані.
Прийнятий у 2012 році Закон України «Про всеукраїнський референдум» був визнаний неконституційним (Рішення КСУ від 26 квітня 2018 року № 4-р/2018). Внаслідок цього у законодавстві утворилася прогалина у правовому регулюванні інституту всеукраїнського референдуму.
Ухвалення відповідного закону було одним з важливих пунктів передвиборчої кампанії Володимира Зеленського. Він уніс проєкт як невідкладний 09.06.2020 р. У першому читанні закон прийнятий 18.06.2020 р., а в цілому — 26.01.2021 р.
У Законі враховано рекомендації, висловлені у терміновому спільному висновку Європейської комісії «За демократію через право» (Венеційської комісії) та Бюро ОБСЄ з демократичних інститутів та прав людини (БДІПЛ).
На етапі першого читання проєкт мав назву «Про народовладдя через всеукраїнський референдум».

## Структура
Закон складається з 133 статей у розділах:
- Розділ I. Загальні положення
- Розділ II. Призначення (проголошення) всеукраїнського референдуму
- Розділ III. Організація та проведення всеукраїнського референдуму
- Розділ IV. Комісії з всеукраїнського референдуму
- Розділ V. Списки виборців
- Розділ VI. Фінансове і матеріально-технічне забезпечення підготовки та проведення всеукраїнського референдуму
- Розділ VII. Гарантії діяльності суб'єктів процесу всеукраїнського референдуму, міжнародних спостерігачів
- Розділ VIII. Інформаційне забезпечення всеукраїнського референдуму
- Розділ IX. Агітація всеукраїнського референдуму
- Розділ X. Голосування та встановлення результатів всеукраїнського референдуму
- Розділ XI. Правові наслідки всеукраїнського референдуму
- Розділ XIII. Прикінцеві та перехідні положення.

## Основні положення
Всеукраїнський референдум визначається як форма безпосередньої демократії в Україні, спосіб здійснення влади безпосередньо Українським народом, що полягає у прийнятті (затвердженні) громадянами України рішень шляхом голосування у випадках і порядку, встановлених Конституцією України та цим Законом.
Предметом всеукраїнського референдуму можуть бути питання:
- затвердження закону про внесення змін до розділів І, ІІІ, XIII Конституції України;
- загальнодержавного значення;
- про зміну території України;
- про втрату чинності законом України або окремими його положеннями.

Не можуть бути предметом всеукраїнського референдуму питання:
- що суперечать положенням Конституції України, загальновизнаним принципам і нормам міжнародного права, закріпленим насамперед Загальною декларацією прав людини, Конвенцією про захист прав людини і основоположних свобод, протоколами до неї;
- що скасовують чи обмежують конституційні права і свободи людини і громадянина та гарантії їх реалізації;
- спрямовані на ліквідацію незалежності України, порушення державного суверенітету, територіальної цілісності України, створення загрози національній безпеці України, розпалювання міжетнічної, расової, релігійної ворожнечі;
- щодо питань податків, бюджету, амністії;
- віднесені Конституцією України і законами України до відання органів правопорядку, прокуратури чи суду.

На всеукраїнський референдум може виноситися одне питання.
Право голосу на всеукраїнському референдумі мають усі громадяни України, яким на день голосування виповнилося вісімнадцять років.
Всеукраїнський референдум за народною ініціативою проголошується на вимогу не менш як трьох мільйонів громадян України, які мають право голосу, за умови, що підписи щодо призначення всеукраїнського референдуму зібрано не менш як у двох третинах адміністративно-територіальних одиниць, і не менш як по сто тисяч підписів у кожній з них.
Щоб референдум відбувся, на ньому повинні проголосувати не менш ніж 50 % виборців. Для затвердження питання, винесеного на референдум, його повинні підтримати більш ніж половина виборців. Референдум не можуть проводити водночас із виборами.